# Tramwaje w Konstantynie
Tramwaje w Konstantynie – system komunikacji tramwajowej w Konstantynie w Algierii.

## Historia
Pierwsze prace projektowe nad linią rozpoczęto w 2006 i rok później rozpoczęto budowę linii. Linię tramwajową wybudowało konsorcjum Alstom Transport oraz włoska firma Pizzarotti. Alstom dostarczył tramwaje, tory, elektryczne wyposażenie podstacji, system sterowania ruchem i łączności oraz wyposażenie zajezdni. Otwarcie linii o długości 8,1 km i liczącej 10 przystanków nastąpiło 4 lipca 2013. Łączna wartość inwestycji wyniosła 44 mld dinarów algierskich. W lipcu 2015 przyznano kontrakt konsorcjum firm Alstom, Corsan-Corviam i Cosider na rozbudowę linii z obecnej końcówki Zouaghi Slimane w kierunku południowym do miasta Ali Mendjeli i Międzynarodowego Lotniska. Koszt budowy 10 km linii wyniesie 80 mln euro.

## Tabor
Tramwaje, które w liczbie 27 sztuk do Konstantyny ma dostarczyć Alstom, to wagony Citadis 302.